# Pierre Deval (peintre)
Pour les articles homonymes, voir Pierre Deval et Deval.
Pierre Jean Charles Deval est un peintre français né le 20 août 1897 à Lyon et mort le 27 juin 1993 à La Valette-du-Var.

## Biographie
Pierre Deval est le troisième enfant d'une famille de soyeux lyonnais installée au 45, avenue Nouailles à Lyon, Surnommé le Maitre d'Orvès, autodidacte et hors des circuits commerciaux parisiens, il fréquente un mois durant l'atelier de Fernand Cormon et est remarqué par Léonce Bénédite au Salon de 1921, où l'État acquiert son Ariane. Il reçoit le prix Abd-el-Tif en 1922 et expose à la Biennale de Venise de 1924.
Ami d'Albert Marquet et de Jean Launois, il travaille avec eux au Maroc. Il était propriétaire du domaine d'Orvès, dont le parc est aujourd'hui labellisé jardin remarquable,.
Pierre Deval rencontre Michel Estades en 1986, qui devient son ami, ultime et unique marchand et expert.
Deval expose au Salon d'automne dès 1920, au Salon des Tuileries (1928 et 1929) et au Salon des indépendants (1928) ainsi qu'à l'Art français indépendant (1929), au Salon d'automne de Lyon (1919-1925) et au Salon du Sud-Est (Lyon) dès 1926. On lui doit, en outre, les illustrations de L’École des indifférents de Jean Giraudoux.

## Œuvres dans les collections publiques
- Musée national des Beaux-Arts d'Alger.
- Musée national Zabana d'Oran.
- Musée national de Tokyo.
- British Museum de Londres.
- Musée d'art de Toulon.
- Musée des Beaux-Arts de Lyon.